# Dálnice na Kypru
Dálnice na Kypru jsou součástí silniční sítě, která se rozvíjela od dovezení prvních automobilů na ostrov v roce 1907. Podle statistik z roku 2002 se silniční síť v oblastech spravovaných Kyperskou republikou skládá z asi 7 206 km zpevněných a 4 387 km nezpevněných silnic. Nejsou zde žádné silnice s placením mýtného.

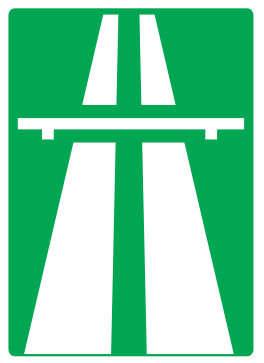
Značka pro dálnice na Kypru

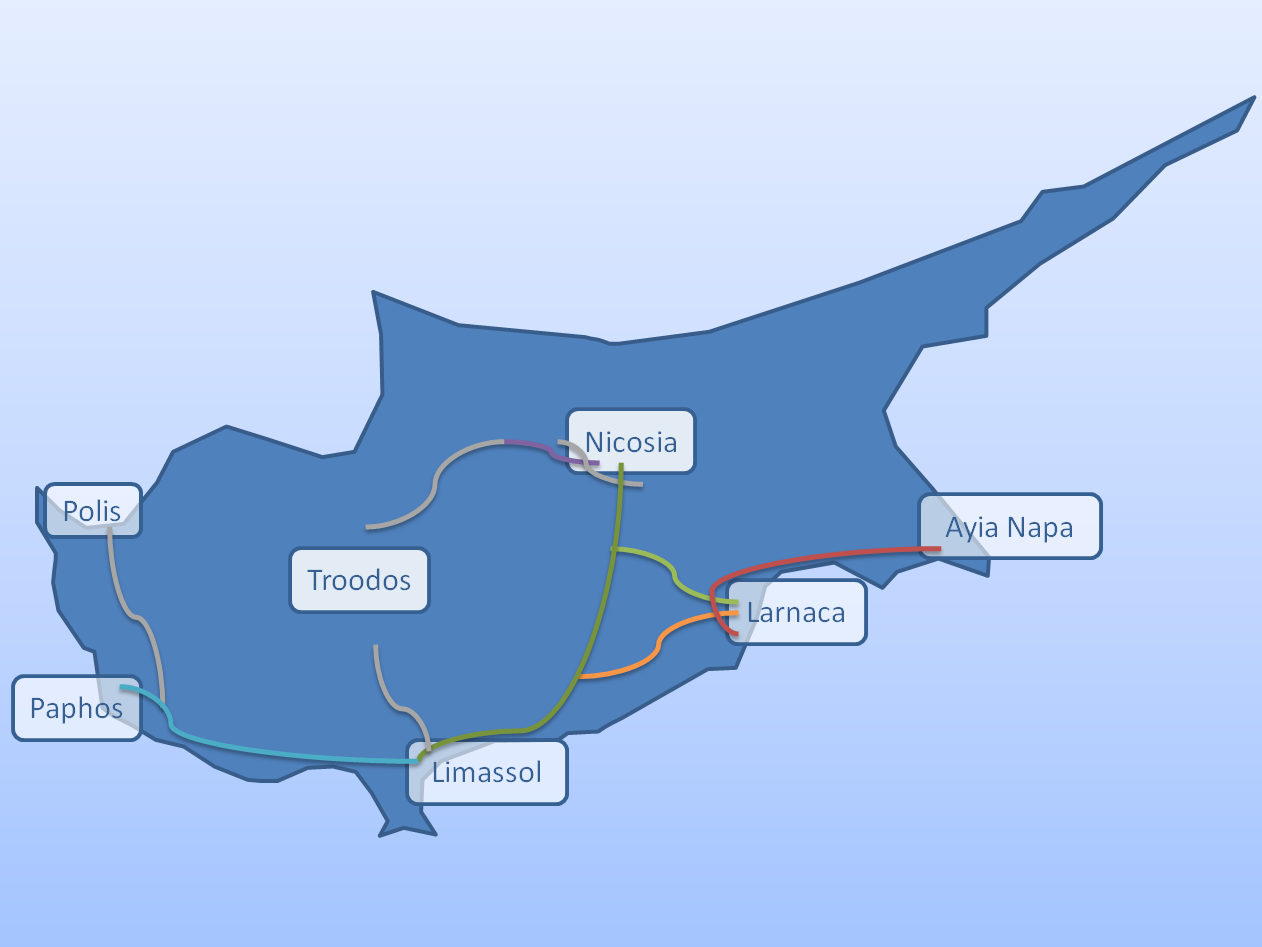
Schéma kyperské dálniční sítě

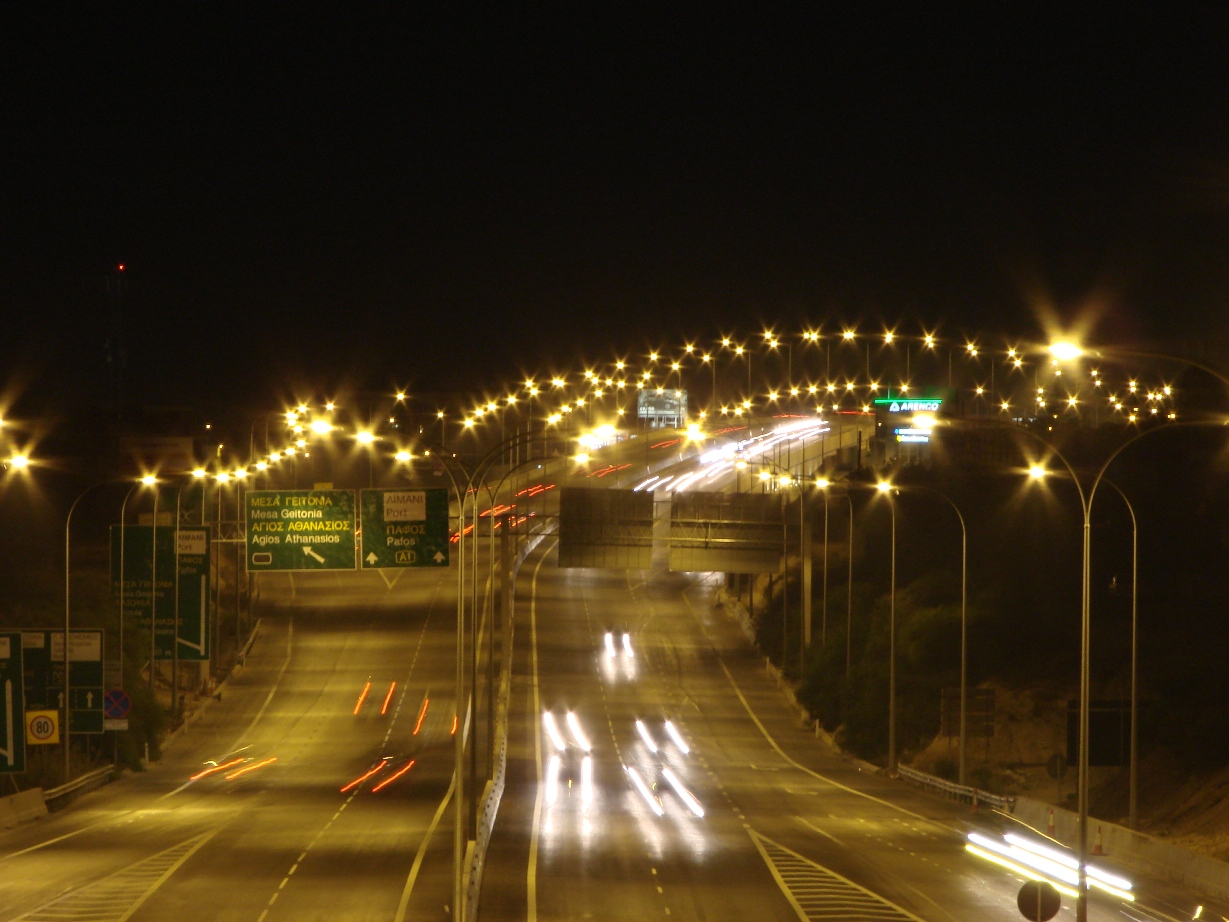
Kyperská dálnice A1

Historicky první dálnice na Kypru, A1, byla dokončena teprve v říjnu 1985. Celková délka dálnic na Kypru je v současné době[kdy?] 320 km a Kypr má největší délku dálnic v přepočtu na počet obyvatel ze všech členů Evropské unie (36,8 km /100 000 obyvatel). Nejvyšší povolená rychlost na dálnicích je pro osobní automobily 100 km/h.

## Seznam dálnic
Dálnice jsou na Kypru označovány písmenem A (Aftokinitodromos /Αυτοκινητόδρομος řecky dálnice)
| Číslo               | Mapa                    | Trasa                                 | Konečná délka (km) | Ve výstavbě (km) | V provozu (km) |
| ------------------- | ----------------------- | ------------------------------------- | ------------------ | ---------------- | -------------- |
| A1 Motorway Cyprus  | A1 Motorway Cyprus map  | Nikósie - Lemasos                     | 73                 | —                | 73             |
| A2 Motorway Cyprus  | A2 Motorway Cyprus map  | Larnaka - Pera Chorio-Nisou (A1)      | 21                 | —                | 21             |
| A3 Motorway Cyprus  | A3 Motorway Cyprus map  | Larnaka – obchvat Larnaky – Ayia Napa | 55                 | —                | 55             |
| A4 Motorway Cyprus  |                         | Larnaka – Larnaka                     | 4                  | —                | 4              |
| A5 Motorway Cyprus  | A1 Motorway Cyprus map  | Larnaka – Kofinou (A1)                | 19                 | —                | 19             |
| A6 Motorway Cyprus  | Mapa A6                 | Lemasols – obchvat Pafosu             | 66                 | —                | 66             |
| A7 Motorway Cyprus  | A7 Motorway Cyprus map  | Pafos (A6) – Polis                    | 31                 | —                | 31             |
| A8 Motorway Cyprus  | A6 map                  | Lemasos – Saittas                     | 20                 | 0                | 0              |
| A9 Motorway Cyprus  | A22 Motorway Cyprus map | Nikósie – Trodos                      | 65                 | 0                | 20             |
| A22 Motorway Cyprus | A22 Motorway Cyprus map | obchvat Nikósie                       | 32                 | 0                | 20             |